# 篠原光 (アナウンサー)
篠原 光（しのはら こう、1994年（平成6年）11月26日 - ）は、Protagon株式会社所属のゲームキャスター。元日本テレビアナウンサー。

## 来歴
東京都杉並区出身。身長176cm。海城中学校・高等学校、明治大学政治経済学部卒業後、2018年日本テレビ入社。同期入社は市來玲奈、岩田絵里奈、弘竜太郎。
2018年6月27日、『ZIP!』と『スッキリ』で同期入社のアナウンサーと共に初お披露目された。2021年4月、『ヒルナンデス!』の番組アシスタントとして梅澤廉の後任で就任。2023年3月31日で同社を退社。同年4月1日、ゲームキャスターの岸大河の会社と専属マネジメント契約を結んだ。
2024年12月、フリーアナウンサーで書道家の笹井千織と結婚。

## 人物
- 身長176cm、血液型B型 [3]。

- 中学校時代はバスケットボール部、高校時代は軽音楽部と柔道部に所属。軽音楽部ではドラムを担当。柔道部では副部長を務めた[8]。柔道は小学2年生から始めており、現在二段。
- 学校生活は部活動、私生活はインターネットに全力を注ぎ、授業中はよく寝ていた。
- 好きな言葉は『七転び八起き』[3]。
- 好きな食べ物は冷麺。
- 学生時代は、フレンチレストランのホール、ランドセルの販売員、警備員など数多くのアルバイトを経験[9]。
- 特技はドラム、趣味はテレビゲーム[3]。
- ボーカロイドやVtuber、アニメ、乃木坂46、日向坂46、韓国アイドル、オンラインゲームなど幅広い趣味や好きな芸能人等について本人のTwitterで語っている[10]。
- 初音ミクのファンで、2021年に放送された「『笑神様は突然に…』マニアック旅シリーズ チームゲーマー」で、その溺愛ぶりが露呈した。同回ではコスプレへの思いや好きなギャルゲーについて語るなどかなりマニアックな一面を見せた[11]。
- ゲーム実況者ガッチマンがきっかけで、ホラーゲームやホラー映画を好きになったになったと語っている[12]。
- 好きなアニメはみなみけ、さよなら絶望先生、黒執事、WORKING!!、はたらく細胞など。[12]

## 出演番組
太字は、出演中。特筆ない限りは日本テレビの番組。
- ZIP!
  - 全曜日スポーツキャスター（2018年10月1日 - 2019年9月27日）
  - 水〜金曜フィールドキャスター（2019年10月2日 - 2020年4月10日）
  - 月・水・金曜フィールドキャスター（2020年4月13日 - 2021年3月26日）
  - 山﨑誠・北脇太基の代理（2022年2月7日）
  - 平松修造の代理（2023年1月12日・13日）[13]
- 日テレNEWS24（不定期）
- ヒルナンデス!
  - 梅澤廉の代理アシスタント（2020年10月21日）
  - 「ファッションセンスランキング男性アナウンサーSP」（2021年3月25日）
  - アシスタント 兼 ニュースコーナー担当（2021年3月29日 - 2022年12月26日、ただし同年10月から隔週水曜は田辺大智が担当）
- SCHOOL OF LOCK! 教育委員会（2023年4月7日、TOKYO FM）

## 出演イベント
- 2024 RIIZE FAN-CON 'RIIZING DAY' in TOKYO （2024年5月11日・12日、国立代々木競技場第一体育館）
- 2024 RIIZE FAN-CON 'RIIZING DAY' JAPAN HALL TOUR（2024年7月・8月）
- RIIZE JAPAN FANMEETING 2025『RIIZE : The Secret LIEZ』（2025年1月18日・19日、ぴあアリーナMM）[14]